# جوزيف كوبر
جوزيف كوبر (بالإنجليزية: Joseph Cooper)‏ (و. 1985  م) هو راكب دراجة هوائية نيوزيلندي، ولد في ويلينغتون.

## سباقات أو مراحل فاز بها
| التاريخ        | السباق                                                       | المركز                  |
| -------------- | ------------------------------------------------------------ | ----------------------- |
| 14 نوفمبر 2007 | 2007 Oceania Road Cycling Championships Men ITT              | المركز الثاني           |
| 11 يناير 2009  | 2009 New Zealand National Road Cycling Championships Men RR  | المركز الثاني           |
| 25 سبتمبر 2010 | Tour de Nouvelle-Calédonie 2010                              | الفائز في التصنيف العام |
| 11 يناير 2013  | 2013 New Zealand National Road Cycling Championships Men ITT | الفائز في التصنيف العام |
| 14 مارس 2013   | 2013 Oceania Road Cycling Championships Men ITT              | المركز الثالث           |
| 22 أغسطس 2013  | Tour de Borneo 2013                                          | المركز الثالث           |
| 20 فبراير 2014 | 2014 Oceania Road Cycling Championships Men ITT              | الفائز في التصنيف العام |
| 01 يناير 2015  | طواف أوقيانوسيا للدراجات 2015                                | المركز الثالث           |
| 09 يناير 2015  | سباق الطريق ضد الساعة للرجال في بطولة نيوزيلندا 2015         | المركز الثاني           |
| 11 يناير 2015  | سباق الطريق للرجال في بطولة نيوزيلندا 2015                   | الفائز في التصنيف العام |
| 08 فبراير 2015 | طواف هيرالد صن 2015                                          | المركز الثالث           |
| 08 يناير 2016  | سباق الطريق ضد الساعة للرجال في بطولة نيوزيلندا 2016         | المركز الثالث           |
| 03 مارس 2016   | 2016 Oceania Road Cycling Championships Men ITT              | المركز الثاني           |
| 08 يناير 2017  | بطولة نيوزيلندا لسباق الدراجات على الطريق 2017               | الفائز في التصنيف العام |
| 26 يناير 2017  | طواف نيوزيلندا الكلاسيكي 2017                                | الفائز في التصنيف العام |
| 17 سبتمبر 2017 | طواف الصين i 2017                                            | المركز الثاني           |

## روابط خارجية
- جوزيف كوبر على موقع الاتحاد الدولي للدراجات (الإنجليزية)
- جوزيف كوبر على موقع أرشيف الدراجات (الإنجليزية)
- جوزيف كوبر على موقع إحصائيات الدراجات الإحترافية (الإنجليزية)
- جوزيف كوبر على موقع نسبة الدراجات (الإنجليزية)